# Behaarter Moorweichkäfer

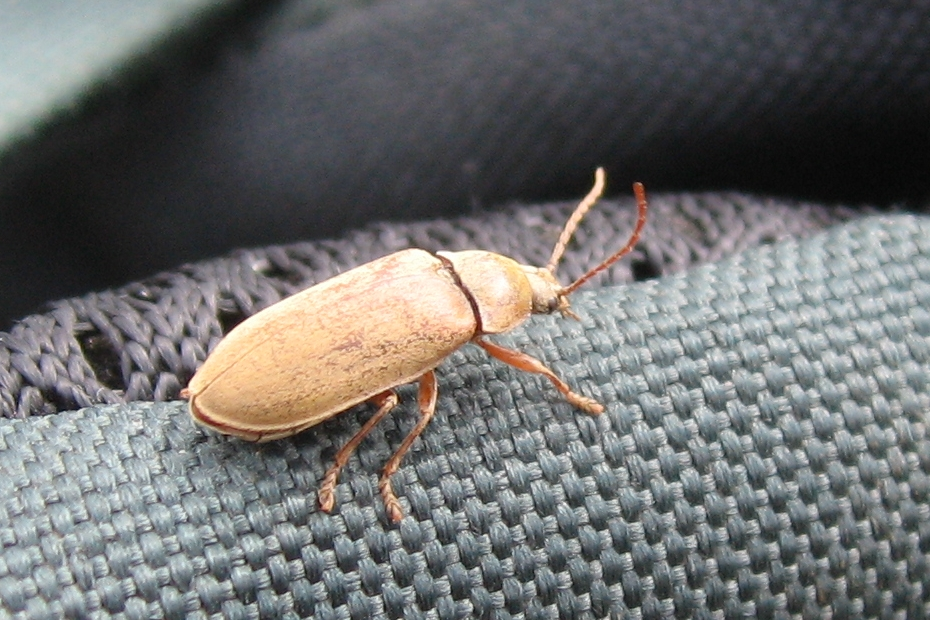
Behaarter Moorweichkäfer

Der Behaarte Moorweichkäfer (Dascillus cervinus) ist ein Käfer aus der Familie der Moorweichkäfer (Dascillidae).

## Merkmale
Die Käfer erreichen eine Körperlänge von sieben bis acht Millimetern. Flügeldecken und Halsschild der Männchen sind schwarz, der Weibchen schwarzbraun gefärbt. Diese Färbung wird aber von einer sehr dichten, samtenen, grauen oder gelblichbraunen Behaarung überdeckt. Die fadenförmigen, elfgliedrigen Fühler und auch die Beine sind braun gefärbt. Das dritte Fühlerglied ist deutlich länger, als die anderen. Die Beine haben fünf Tarsenglieder, am zweiten bis vierten kann man an der Unterseite kleine Lappen erkennen, wobei diese am vierten am stärksten ausgeprägt sind. Die Käfer haben kräftig ausgebildete Mundwerkzeuge. 
Die Larven sehen Engerlingen ähnlich und fressen im Boden lebend an Graswurzeln. Sie überwintern zweimal, bevor sie sich verpuppen.

## Vorkommen
Die Tiere kommen fast in ganz Europa, nördlich bis Dänemark und den südlichen Teilen Skandinaviens vor. Sie sind auf den Britischen Inseln nur gelegentlich zu finden. Sie leben im Gebirge und in gebirgigen Lagen.

## Lebensweise
Die Käfer findet man meist auf Blüten, besonders auf denen von Doldenblütlern. 